# Ligia miyakensis
Ligia miyakensis là một loài chân đều trong họ Ligiidae. Loài này được Nunomura miêu tả khoa học năm 1999.